# Ihitte/Uboma
Ihitte/Uboma è una delle ventisette aree a governo locale (local government areas) in cui è suddiviso lo stato di Imo, in Nigeria. Estesa su una superficie di 104 chilometri quadrati, conta una popolazione di 120.744 abitanti.